# Phylloscopus sumatrensis
Phylloscopus sumatrensis är en fågelart i familjen lövsångare inom ordningen tättingar. Den betraktas oftast som underart till sundasångare (Phylloscopus grammiceps), men urskiljs sedan 2016 som egen art av Birdlife International och IUCN. Fågeln förekommer endast i bergstrakter på Sumatra. Den kategoriseras av IUCN som livskraftig.